# 현대한어상용자표
《현대한어통용자표》(중국어 간체자: 现代汉语常用字表, 병음: Xiàndài Hànyǔ Chángyòngzì Biǎo 셴다이한위창융쯔뱌오[*])는 1988년 3월 25일 중화인민공화국의 국가언어문자공작위원회(國家言語文字工作委員會)와 국가교육위원회(國家敎育委員會)가 공동으로 발표한 한자 3,500자에 관한 목록이다. 상용한자 2,500자, 준상용한자 1,000자가 수록되어 있다. 2013년 6월 5일 《통용규범한자표》(通用規範漢字表)가 제정되면서 폐지되었다.

## 같이 보기
- 현대한어통용자표
- 통용규범한자표